# Бронштейн Матвій Петрович
Матві́й Петро́вич Бронште́йн (1906, Вінниця, Російська імперія — 18 лютого 1938) — радянський фізик-теоретик, автор перших робіт з квантової теорії гравітації. Бронштейн відомий своїми роботами в області релятивістської квантової теорії, астрофізики, космології, квантової електродинаміки, теорії тяжіння. Він був також чудовим популяризатором науки, автором науково-популярних книг з фізики «Атоми і електрони», «Сонячна речовина» та ін. Йому були притаманні і прекрасні гуманітарні здібності: читав Дон Кіхота в оригіналі, як і наукові статті японською мовою; перекладав українську поезію російською мовою. Його ім'ям названо співвідношення Гопфа — Бронштейна.

## Біографія
Народився в сім'ї лікаря. Дитинство прийшлось на роки Першої світової війни, революції і громадянської війни — він практично не навчався в середній школі і пройшов її програму самостійно. Працюючи на заводі в Києві, зацікавився фізикою. Його перші кроки в цій науці направляв відомий радянський фізик Петро Савич Тартаковський. Дев'ятнадцятирічним юнаком, студентом електромеханічого технікуму, Бронштейн опублікував свою першу роботу посвячену спектру рентгенівського випромінювання, що була опублікована у відомому на той час німецькому фізичному журналі. Ставши в 1926 р. студентом першого курсу Ленінградського державного університету він був автором шести статей з квантової механіки. Блискуче закінчивши університет в 1930 р., він вступає на теоретичний відділ Ленінградського фізико-технічного інституту. Був одним із найактивніших учасників ядерного семінару у фізтеху, товаришував з Левом Ландау. В листопаді 1935 р. захищає докторську дисертацію на тему квантування гравітаційного поля.
Був арештований під час відпустки в Києві, в серпні 1937 року. Розстріляний в 1938-му, посмертно реабілітований в 1957 році.